# Dominique Robert (femme politique)
Pour les articles homonymes, voir Dominique Robert et Robert.
Dominique Robert (née le 12 août 1952 à Caen et morte le 11 janvier 2025 à Paris) est une femme politique française.

## Biographie
Étudiante à Sciences Po Paris, Dominique Robert exerce le métier d'administrateur au parlement européen. À partir de 1988, pendant la IXe législature, elle est la suppléante de Louis Mexandeau, à la 2e circonscription du Calvados. Lorsque ce dernier est nommé Secrétaire d'État aux anciens combattants et victimes de guerre, elle prend son siège de député à l'Assemblée nationale de 1991 à 1993.
Dominique Robert meurt le 11 janvier 2025 à l'âge de 72 ans.

## Mandat
Conseiller général
- 1982 à  1988 : conseillère générale du Canton de Caen-9

Députation
- Du 18 mai 1991 au 1er avril 1993 : Députée de la 2e circonscription du Calvados

## Décorations
- Chevalière de la Légion d'honneur (1999)[6]